# Gyula Zsengellér
Gyula Zsengellér va ser un destacat futbolista hongarès dels anys 30 i 40.
Zsengellér va néixer a Cegléd el 27 de desembre de 1915. Fou una llegenda a l'Újpest FC, el seu principal club, on jugava com a davanter. A la lliga hongaresa disputà un total de 325 partits i marcà 387 gols entre 1935 i 1947, on és el tercer màxim golejador de tots els temps. Fou cinc cops màxim golejador de la competició els anys 1938, 1939, 1943, 1944 i 1945. Fou Bota d'Or europeu el 1939 i 1945. L'any 1947 fitxà per l'AS Roma, acabant la seva carrera a l'Ancona (1949-50) i al club colombià Deportivo Samarios (1951-52).
Amb la selecció de futbol d'Hongria debutà el 2 de desembre de 1936. Fou 39 cops internacional marcant 32 gols fins al 1947. Destacà a la Copa del Món de 1938. Fou el segon màxim golejador del campionat després del brasiler Leonidas. La IFFHS nomenà Zsengellér el setè millor golejador a les lligues de primera divisió de tots els temps. Va morir a Nicòsia el 29 de març de 1999

## Trajectòria esportiva
- Salgótarjáni TC: 1935-36, 24 partits, 19 gols
- Újpest FC: 1936-47, 303 partits, 368 gols
- AS Roma: 1947-49, 34 partits, 6 gols
- AC Ancona: 1949-50
- Deportivo Samarios: 1951-53, 37 partits, 23 gols